# Barichneumon carolinensis
Barichneumon carolinensis là một loài tò vò trong họ Ichneumonidae.